# Stephen Graham
Stephen Joseph Graham (ur. 3 sierpnia 1973 w Kirkby) – brytyjski aktor i producent filmowy.

## Kariera
Od 1990 występował w serialach telewizyjnych oraz odgrywał niewielkie role w filmach. W 2000 zagrał w komedii kryminalnej Przekręt w reżyserii Guya Ritchiego obok takich aktorów jak Brad Pitt czy Jason Statham.
W 2001 wystąpił w miniserialu Kompania Braci. W kolejnych latach występował m.in. w filmach: Gangi Nowego Jorku (2002) Martina Scorsesego, To właśnie Anglia (2006), Wrogowie publiczni (2009), Szpieg (2011), Polowanie na czarownice (2011).
Pojawił się w roli Scrama w filmie Piraci z Karaibów: Na nieznanych wodach (2011) oraz Piraci z Karaibów: Zemsta Salazara (2017) Pirates of the Caribbean: Dead Men Tell No Tales).  W 2019 wystąpił w filmie Rocketman, miniserialu Opowieść wigilijna wcielając się w postać Jacoba Marleya oraz ponownie współpracował z Martinem Scorsesem, tym razem przy filmie Irlandczyk. W 2020 zagrał w dramacie wojennym Greyhound obok Toma Hanksa.
W 2025 współtworzył serial dla platformy Netflix Dojrzewanie.